# Hans Helmut Christmann
Hans Helmut Christmann (* 28. August 1929 in Mainz; † 21. Juli 1995 in Tübingen) war ein deutscher Romanist, Linguist, Mediävist und Wissenschaftshistoriker.

## Leben
Christmann studierte von 1948 bis 1955 an der neu gegründeten Universität Mainz und in Frankfurt (bei Erhard Lommatzsch) Romanische und Englische Philologie sowie Vergleichende Sprachwissenschaft. Er promovierte in Mainz im WS 1954/55 mit einer von Eugen Lerch angeregten Arbeit, die nach dessen Tod (1952) von Edmund Schramm übernommen wurde. Von 1956 bis 1961 war er in Mainz Assistent von W. Theodor Elwert, dann Stipendiat der Deutschen Forschungsgemeinschaft. Nach Studienaufenthalten in Paris, Florenz, Valladolid und Mailand habilitierte er sich 1965 mit „Studien zum Konjunktiv im Italienischen“.
Christmann war von 1965 bis 1974 als Nachfolger von Helmut Stimm ordentlicher Professor für Romanische Philologie an der Universität des Saarlandes. Zwischen 1974 und 1994 lehrte er als Nachfolger von Mario Wandruszka an der Universität Tübingen. Christmann war Habilitationsvater von Richard Baum, Franz Josef Hausmann und Franz Lebsanft.
Er war verheiratet mit der promovierten Anglistin Ursula Christmann, geb. Dietze (* 18. Dezember 1930 in Bad Salzuflen; † 21. Juli 1995 in Tübingen).
Christmann war seit 1978 korrespondierendes Mitglied der Mainzer Akademie der Wissenschaften. Er war Officier des Palmes académiques.

## Schriften (Auswahl)
- Lateinisch „calere“ in den romanischen Sprachen, Steiner Verlag, Wiesbaden 1958.
- Beiträge zur Geschichte der These vom Weltbild der Sprache, Mainzer Akademie der Wissenschaften, Mainz 1967 (= Abhandlungen der geistes- und sozialwissenschaftlichen Klasse der Akademie der Wissenschaften und der Literatur in Mainz. Jahrgang 1966, Nr. 7).
- Idealistische Philologie und moderne Sprachwissenschaft, Fink Verlag, München 1974.
- Sprachwissenschaft des 19. Jahrhunderts, Wissenschaftliche Buchgesellschaft, Darmstadt 1977.
- Frau und „Jüdin“ an der Universität: Die Romanistin Elise Richter (Wien 1865 – Theresienstadt 1943), Mainzer Akademie der Wissenschaften, Mainz 1980.
- Romanistik und Anglistik an der deutschen Universität im 19. Jahrhundert, Mainzer Akademie der Wissenschaften, Mainz 1985.
- Ernst Robert Curtius und die deutschen Romanisten, Steiner Verlag, Stuttgart 1987.
- (zus. mit Frank-Rutger Hausmann) Deutsche und österreichische Romanisten als Verfolgte des Nationalsozialismus, Stauffenburg Verlag, Tübingen 1989.
- (Fortführung) Adolf Tobler und Erhard Lommatzsch: Altfranzösisches Wörterbuch: U-venteler, venteler-vïaire, vïaire-vistece, vistece-vonjement, Steiner Verlag, Stuttgart 1989, 1991, 1993, 1995.

### Festschriften
- Christmann zum 50. Geburtstag: Sprache in Unterricht und Forschung, hrsg. von Richard Baum, Franz Josef Hausmann und Irene Monreal-Wickert. Narr, Tübingen 1979.
- Zum 65. Geburtstag: Lingua et Traditio. Geschichte der Sprachwissenschaft und der neueren Philologien, hrsg. von Richard Baum, Klaus Böckle, Franz Josef Hausmann und Franz Lebsanft. Narr, Tübingen 1994, ISBN 3-8233-4137-5. Das darin enthaltene Schriftenverzeichnis umfasst 171 Veröffentlichungen.

### Nachrufe
- Fritz Abel: Hans Helmut Christmann (1929–1995), in: Romanische Forschungen 108 (1996), S. 194–201.
- Jörn Albrecht in: Zeitschrift für französische Sprache und Literatur 106, 1996, S. 1–5.
- Richard Baum in: Tübinger Universitätszeitung 65, 26. Oktober 1995, S. 16–17.
- Franz Josef Hausmann in: Le Français Moderne 64, 1996, S. 124–125.
- Franz Lebsanft: Hans Helmut Christmann (1929–1995), in: Zeitschrift für romanische Philologie 111, 1995, S. 792–795.
- Hans-Jörg Neuschäfer in: Romanistische Zeitschrift für Literaturgeschichte 20 (1996) S. 238–239.
- Max Pfister in: Akademie der Wissenschaft und der Literatur Mainz. Jahrbuch 1995, S. 116–118.
- Pierre Swiggers in: Orbis 39, 1996–1997, S. 401–410.

### Biographisches
- Richard Baum: Geschichte des Wörterbuchs (Altfranzösisches Wörterbuch. 12. Bd., 94. Lieferung. "In memoriam Hans Helmut Christmann"). Steiner, Wiesbaden 2018, S. 147–200.